# بريطانيو مصر
 يشمل مجتمع البريطانيين في مصر المهاجرين البريطانيين في مصر، وكذلك المواطنين المصريين من أصل بريطاني. في عام 2006 ، قدر معهد بحوث السياسة العامة أن 14000 بريطاني كانوا مقيمين في مصر.